# Hausen (Ellzee)
Hausen (ⓘ) ist ein Gemeindeteil von Ellzee im schwäbischen Landkreis Günzburg in Bayern.

## Lage
Das Kirchdorf Hausen liegt circa zwei Kilometer südwestlich von Ellzee und ist über die Kreisstraße GZ 4 zu erreichen.

## Geschichte
Der Ort gehörte von 1420 bis zur Säkularisation im Jahr 1803 zum Kloster Elchingen.
Am 1. Mai 1978 wurde die zuvor selbstständige Gemeinde Hausen zusammen mit der Gemeinde Stoffenried nach Ellzee eingegliedert.

## Sehenswürdigkeiten

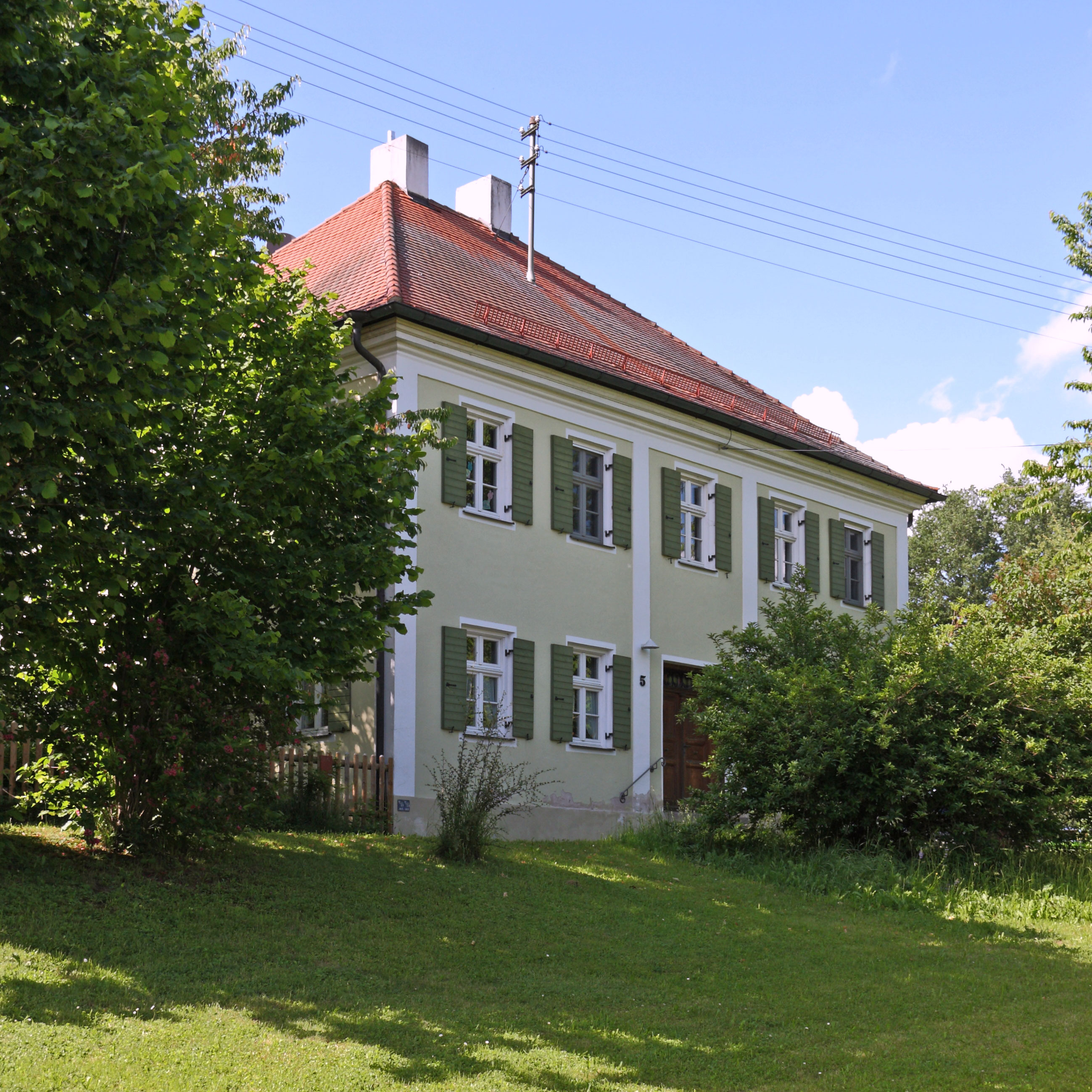
Pfarrhaus in Hausen

Siehe auch: Liste der Baudenkmäler in Hausen
- Katholische Pfarrkirche St. Leonhard, erbaut im 18. Jahrhundert